# Isothiouronium

Diethylfosforečnan S-ethylisothiouronia, příklad isothiuroniové soli

Isothiouronium je název funkční skupiny s obecným vzorcem [RSC(NH2)2]+ (R = alkyl nebo aryl); jedná se o hydrogensůl odvozenou od thiomočoviny. Alkylovými nebo arylovými skupinami mohou být také nahrazeny atomy vodíku. Strukturně jsou tyto kationty podobné guanidiniovým. CN2S jádro má rovinný tvar a vazby C-N jsou krátké.

## Příprava
Soli isothiouroniových kationtů se obvykle připravují alkylací thiomočoviny:
SC(NH2)2 + RX → [RSC(NH2)2]+X−

## Reakce
Hydrolýzou isothiouroniových solí vznikají thioly.
[RSC(NH2)2]+X− + NaOH → RSH + OC(NH2)2 + NaX
Isothiouroniové soli alkylované na atomu síry, například hemisulfát S-methylisothiomočoviny (CAS: 867-44-7), mohou přeměnit aminy na guanidiniové skupiny. Tento postup bývá nazýván Rathkeho syntéza po chemikovi Heinrichu Bernhardovi Rathkem, který ji popsal v roce 1881.
RNH2 + [MeSC(NH2)2]+X− → RNC(NH2)2]+X− + MeSH
Chelatační pryskyřice s isothiouroniovými skupinami se používají k získávání rtuti a dalších ušlechtilých kovů, například platiny, z roztoků.